# Tremont, Mississippi
Tremont là một thành phố thuộc quận Itawamba, tiểu bang Mississippi, Hoa Kỳ. Năm 2010, dân số của thành phố này là 465 người.

## Dân số
- Dân số năm 2000: 390 người.
- Dân số năm 2010: 465 người.